# Gvatemala na Olimpijskim igrama 2016.
Gvatemala je nastupila na Ljetnim olimpijskim igrama u Brazilu 2016. godine.

## Atletika
- hodanje 20 km (M): Erick Barrondo, José Raymundo[1]
- hodanje 20 km (Ž): Mayra Herrera, Mirna Ortiz[2]

## Jedrenje
- laser (M): Juan Ignacio Maegli[3]

## Streljaštvo
- dvostruki trap (M): Enrique Brol[4]